# Ryerson
Ryerson es un municipio canadiense situado en la provincia de Ontario.

## Superficie
Ryerson tiene una superficie de 185,93 km².

## Demografía
En 2021, tenía 745 habitantes, una densidad poblacional de 4 hab./km², y 555 viviendas.